# Buket Sentang
Buket Sentang is een bestuurslaag in het regentschap Aceh Utara van de provincie Atjeh, Indonesië. Buket Sentang telt 118 inwoners (volkstelling 2010).